# رونالد مكينون
رونالد مكينون (بالفرنسية: Ronald McKinnon) (و. 1935 – 2014 م) هو اقتصادي، ومحاضر، وأستاذ جامعي كندي، ولد في إدمونتون، توفي في بورلينغامي، سان ماتيو، كاليفورنيا، عن عمر يناهز 79 عاماً.

## التعليم
تعلم في جامعة منيسوتا، وتحصل منها على دكتوراة في الفلسفة.